# سنگ‌نوردی انفرادی آزاد
سنگ‌نوردی انفرادی آزاد یا تک‌نوردی آزاد، شکلی از سنگ‌نوردی است که در آن کوه نوردان (یا تکنوردان آزاد) بدون طناب یا سایر تجهیزات حفاظتی، تنها با استفاده از کفش‌های کوهنوردی و گچ کوهنوردی خود به تکی یا به تنهایی صعود می‌کنند. تکنوردی آزاد خطرناک‌ترین گونه کوهنوردی است و برخلاف بولدرینگ (سنگ‌نوردی در ارتفاعات کم)، تکنوردان آزاد از ارتفاعات ناامن صعود می‌کنند، جایی که سقوط می‌تواند کشنده باشد. اگرچه بسیاری از کوه‌نوردان در درجه‌های آسان سنگ‌نوردی که با آنها راحت هستند، تکنوردی آزاد را انجام می‌دهند، اما فقط یک گروه کوچک به‌طور منظم و در درجه‌های نزدیک به حد توانایی‌های خود، تکنوردی آزاد انجام می‌دهند.
شهرت برخی از کوه‌نوردان به دلیل تکنوردی آزاد افزایش یافته است (مانند الکس هانولد و جان باکر)، اما برخی دیگر اخلاق این کار را زیر سؤال می‌برند و اینکه آیا خطراتی که آنها متقبل می‌شوند باید تشویق شود و از نظر تجاری پاداش داده شود. «تکنوردی آزاد» در نخست اصطلاحی در زبان عامیانه کوهنوردی بود، اما پس از محبوبیت فیلم برنده اسکار انفرادی آزاد، مریام وبستر در سپتامبر ۲۰۱۹ این واژه را به‌طور رسمی به فرهنگ واژگان انگلیسی خود افزود.
تکنوردی آزاد در انواع مختلفی از سنگ‌نوردی انجام می‌شود، از جمله سنگ‌نوردی و یخ‌نوردی و یخ و سنگ‌نوردی ترکیبی (که در فیلم «آلپینیست» به نمایش گذاشته می‌شود)، و همچنین ثبت رکوردهای سرعت صعود در مسیرهای کوه‌نوردی آلپی (یعنی ترکیبی از سنگ و یخ)، که در فیلم «رقابت تا قله» به نمایش گذاشته می‌شود.

## توضیحات
تکنوردی آزاد جایی است که کوهنورد از هیچ گونه حفاظتی برای کوهنوردی استفاده نمی‌کند (و مانند سایر کوهنوردی‌های آزاد، از هیچ گونه کمکی برای کوهنوردی استفاده نمی‌شود) آنها فقط می‌توانند از کفش‌های کوهنوردی و گچ کوهنوردی خود برای صعود از یک مسیر تک زمینی یا چند زمینی / دیواره بزرگ استفاده کنند. در تئوری بولدرینگ نیز یک تکنوردی آزاد است (یعنی از هیچ کمک یا محافظی نیز استفاده نمی‌کند) اما معمولاً به آن اشاره نمی‌شود مگر در مورد بولدرینگ هایبال که سقوط می‌تواند جدی باشد. متعهدترین گونه تکنوردی آزاد در مسیرهای چند زمینی - و حتی بلندتر از دیوار بزرگ - هستند، جایی که هر گونه عقب‌نشینی بسیار دشوار است.
در کوه‌نوردی آلپی، اصطلاح صعود انفرادی به عنوان متمایز از تکنوردی آزاد می‌تواند زمانی استفاده شود که تکنورد طناب و برخی تجهیزات کمک سنگ‌نوردی را برای غلبه بر برخی از دشوارترین بخش‌ها حمل می‌کند. علاوه بر این، اصطلاح تکنوردی با طناب برای هر کوهنورد انفرادی که از طناب و وسیله قفل خودکار برای محافظت از صعود مداوم در مسیر استفاده می‌کند، استفاده می‌شود. این‌ها نیز به عنوان تکنوردی آزاد در نظر گرفته نمی‌شوند.

## دیدگاه عمومی
بسیاری از کوهنوردان تکنوردی آزاد را ستایش می‌کنند، در حالی که برخی دیگر در مورد خطر و پیامی که صعودها به سایر کوه‌نوردان می‌فرستند، نگرانی دارند. بسیاری از شرکت‌ها این دیدگاه‌ها را هنگام کار با تکنوردان آزاد در نظر گرفته‌اند. کلیف بار (شرکت بارهای تغذیه) با ارتباط طولانی مدت با کوهنوردی، حمایت مالی پنج کوهنورد را در سال ۲۰۱۴ به دلیل خطراتی که آنها متحمل می‌شوند کنار گذاشت و بحثی را در مورد پرداخت پاداش در برابر میزان ریسک ایجاد کرد.
با این حال، نورث فیس (شرکت تجهیزات کوه‌نوردی) و رد بول (شرکت نوشیدنی انرژی‌زا) تکنوردان آزاد را حمایت کرده‌اند و به رشد جامعه تکنوردی آزاد کمک کرده‌اند. افزون بر این، الکس هانولد، یک تکنورد آزاد که قبلاً توسط کلیف بار کنار گذاشته شده بود، در مستند انفرادی آزاد در سال ۲۰۱۸ حضور داشت که با تحسین منتقدان مواجه شد و برنده جایزه اسکار بهترین فیلم مستند شد. کارگردان فیلم انفرادی آزاد، جیمی چین، در این فیلم در مورد اخلاقیات ساخت مستند و تأثیری که تیم و پروژه فیلمش می‌توانست بر نتیجه داشته باشد، سخن گفت.
حتی در جامعه سنگ‌نوردی، تکنوردی آزاد بحث‌برانگیز است. در سال ۲۰۲۲، زمانی که مجله کلایمینگ مقاله‌ای در مورد تکنوردی آزاد منتشر کرد، همه مقالات را با عبارت «این مقاله تأییدی بر این عمل نیست» همراه کرد و تأکید کرد که در تحقیقات خود در میان کوه‌نوردان، تنها شمار بسیار کمی به این روش انجام می‌دهند و بسیاری به کلایمینگ گفتند: «من در گذشته این کار را می‌کردم اما دیگر انجام نمی‌دهم».
در سال ۲۰۲۲، جف اسموت، نویسنده سنگ‌نوردی و گاهی تکنورد آزاد، کتاب «همه چیز و هیچ چیز: درون تکنوردی آزاد» را نوشت که از طریق مصاحبه‌ها بررسی می‌کرد که چرا برخی از کوه‌نوردان تکنوردی آزاد انجام می‌دهند، از جمله تجزیه و تحلیل انگیزه‌های خودش. او احساس خودکنترلی بر ترس‌های خود را نوعی اعتیاد توصیف کرد که برای زندگی او در خارج از کوهنوردی مزایایی به همراه داشته است. او همچنین طیف گسترده‌تری از انگیزه‌ها نسبت به آنچه انتظار داشت پیدا کرد و به سیاتل تایمز گفت: «آیا تکنوردان دیوانه هستند؟ ممکن است باشند. آیا آنها دیوانه‌تر از هر کس دیگری هستند؟ فکر نمی‌کنم، فقط به روشی دیگر».

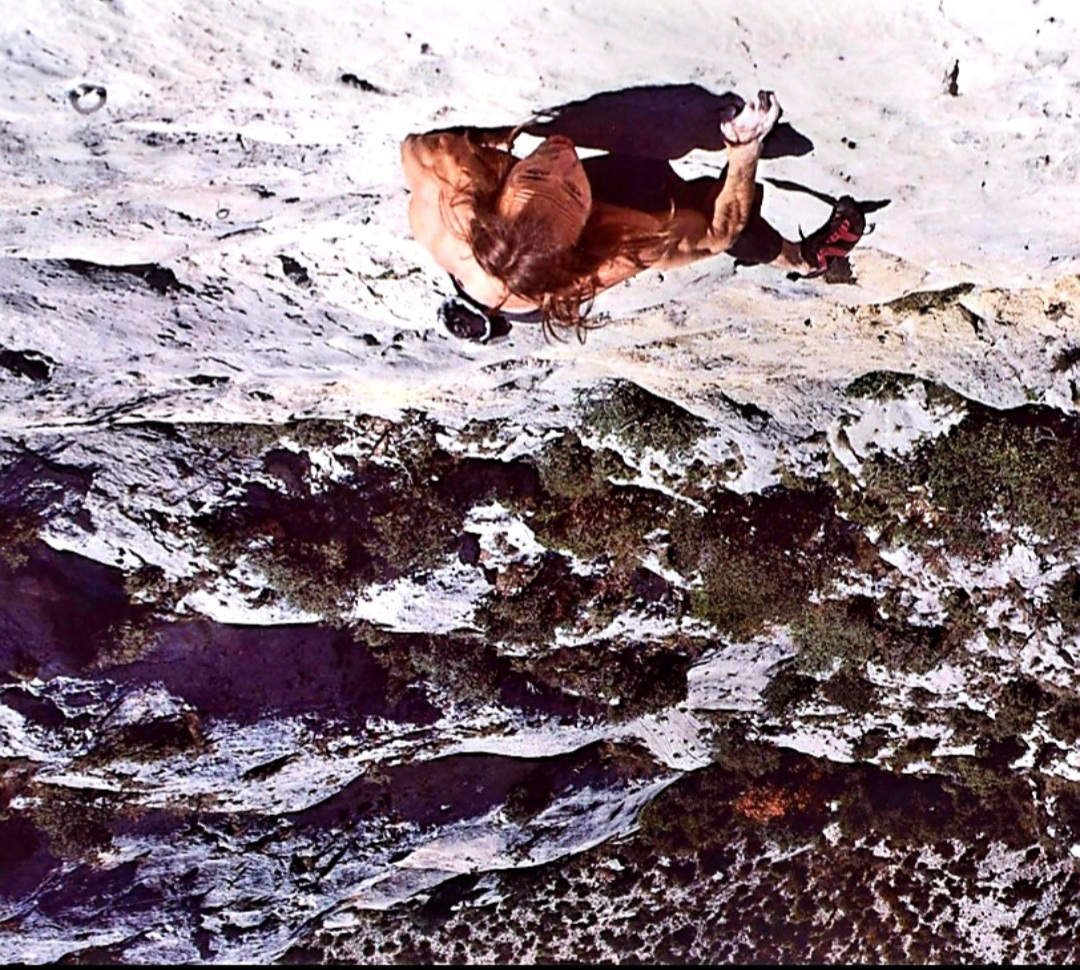
آلن رابرت پول پات (5.12d, 7c)، دره وردون

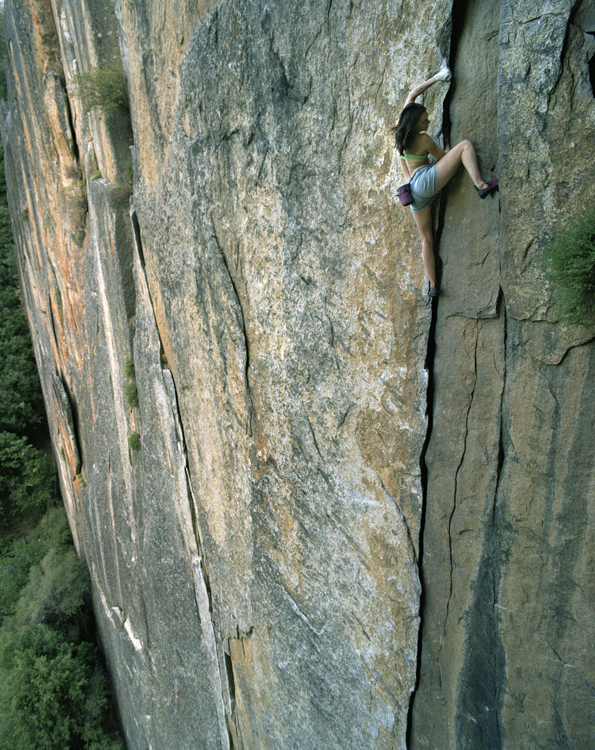
استف دیویس اوتر لیمیت (5.11a)، پارک ملی یوسیمیتی

## نقاط پیشرفت کلیدی

### مسیرهای تک زمینی

هینز زاک یک کوهنورد اتریشی است که با تکنوردی آزاد مسیر Separate Reality در سال ۲۰۰۵، نام خود را در تاریخ سنگ‌نوردی ثبت کرد. نکته جالب توجه این است که خود زاک در سال ۱۹۸۶، عکسی نمادین از ولفگانگ گولیش در هنگام نخستین تکنوردی آزاد در این مسیر گرفته بود.

- ۲۰۱۹: آلفردو وبر، کوه‌نورد ایتالیایی نسبتاً ناشناخته، در سن ۵۲ سالگی، Panem et Circenses را در آرکو، ایتالیا، به صورت تکنوردی آزاد صعود کرد. نخستین تکنوردی آزاد از درجه 8c (5.14b).[۱۴][۱۵]
- ۲۰۰۴: الکساندر هوبر Kommunist را در تیرول، اتریش، به صورت تکنوردی آزاد صعود کرد. نخستین تکنوردی آزاد با درجه 8b+ (5.14a).[۱۶][۶]
- ۱۹۹۳: آلن رابرت Compilation را در Omblèze، فرانسه، به صورت تکنوردی آزاد صعود کرد. نخستین تکنوردی آزاد از یک مسیر با درجه 8b (5.13d).[۱۶]
- ۱۹۸۷: ژان-کریستوف لافایل Rêve de gosse را در La Roche-des-Arnauds، فرانسه، به صورت تکنوردی آزاد صعود کرد. نخستین تکنوردی آزاد با درجه 8a+ (5.13c) در نظر گرفته می‌شود.[۱۶]
- ۱۹۸۶: ولفگانگ گولیش Weed Killer را در Raven Tor، در Peak District، به صورت تکنوردی آزاد صعود کرد. نخستین تکنوردی آزاد با درجه 7c (5.12d). همان سال، گولیش همچنین Separate Reality 7a+ (5.12a) را به صورت تکنوردی صعود کرد.[۶]
- ۱۹۸۵: آنتوان لو منسترل Revelations را در Raven Tor, Peak District، به صورت تکنوردی آزاد صعود کرد. نخستین تکنوردی آزاد با درجه 8a (5.13b). این دستاورد در آن زمان یک دهه جلوتر از زمان خود در نظر گرفته می‌شد.[۱۶][۶]
- ۱۹۸۲: جان باچار Baby Apes را در پارک ملی درخت جوشوا، به احتمال زیاد نخستین تکنوردی آزاد با درجه 7b (5.12b) صعود کرد.[۱۷]
- ۱۹۶۱: جان گیل نخستین صعود از Thimble را به صورت تکنوردی آزاد، و نخستین تکنوردی آزاد با درجه 7a+ (5.12a) انجام داد.[۱۶][۱۸]

### دیوار بزرگ، مسیرهای چند زمینی

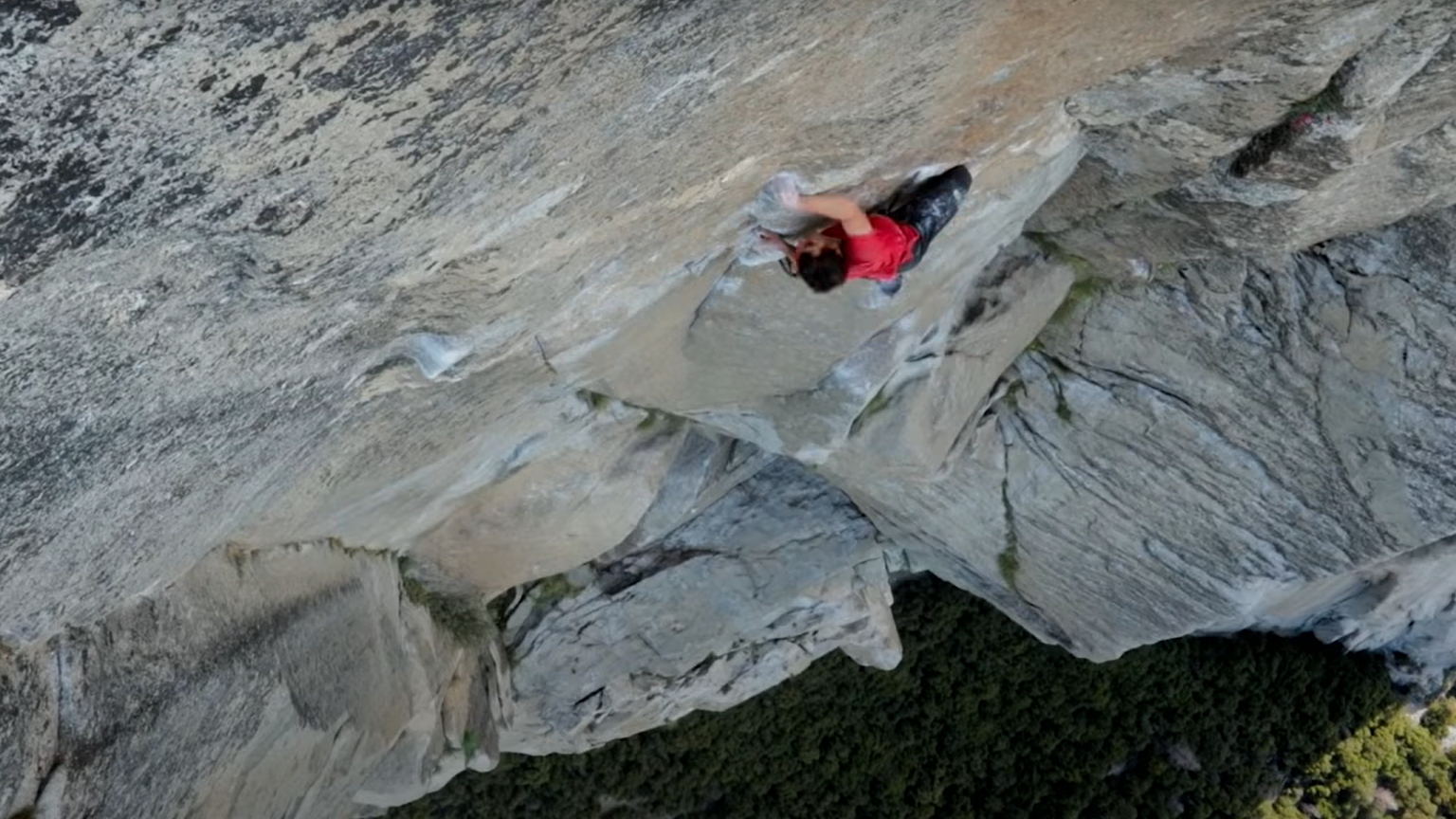
تک‌نوردی الکس هانولد فری رایدر (5.13a, 7c+)، ال کاپیتان

- ۲۰۱۷: الکس هانولد ال کاپیتان را از مسیر فری رایدر به صورت تکنوردی آزاد صعود کرد. نخستین تکنوردی آزاد دیواره بزرگ با درجه 5.13a (7c+). این صعود به مستند برنده اسکار انفرادی آزاد تبدیل شد.[۶][۱۹]
- ۲۰۰۷: هانسیورگ آوئر Fish Route را در مارمولادا، در دولومیتی ایتالیا، به صورت تک‌نوردی آزاد صعود کرد. نخستین تک‌نوردی دیواره بزرگ با درجه 5.12c (7b+) (۳۵ طول).[۶]
- ۲۰۰۵: مایکل ریاردن Romantic Warrior را در سیرا نوادا، ایالات متحده، به صورت تک‌نوردی آزاد و بدون بررسی مسیر صعود کرد. نخستین تک‌نوردی دیواره بزرگ با درجه 5.12b (7b) (۱۰ طول). جایزه «ماجراجوی سال» را از نشنال جیوگرافیک دریافت کرد.[۶]
- ۲۰۰۲: الکساندر هوبر Hasse-Brandler را در Cima Grande، دولومیت‌ها، به صورت انفرادی آزاد صعود کرد. نخستین تکنوردی آزاد دیواره بزرگ با درجه 5.12a (7a+).[۲۰]

## رشته‌های مرتبط
- تکنوردی سریع آلپی: یکی از خطرناک‌ترین و چالش‌برانگیزترین فعالیت‌های کوهنوردی است که در آن کوهنوردان بدون هیچ گونه تجهیزات ایمنی، مسیرهای سخت و بلند آلپی را صعود می‌کنند و در عین حال به دنبال ثبت سریع‌ترین زمان ممکن هستند. این کار به مهارت‌ها و آمادگی جسمانی بسیار بالایی نیاز دارد و خطرات زیادی مانند بهمن، ریزش سنگ و شرایط آب و هوایی نامناسب را به همراه دارد. کوهنوردان این رشته باید قدرت ذهنی قوی‌ای داشته باشند تا بتوانند فشار روانی و فیزیکی این صعودها را تحمل کنند. با این حال، این فعالیت به دلیل ماهیت خطرناک و تأثیری که بر دیگران می‌گذارد، بحث‌های اخلاقی زیادی را به همراه داشته است. کوهنوردان مشهوری مانند اولی استک، دانی آرنولد و مارک-آندره لکلرک با انجام صعودهای انفرادی سریع آلپی، نام خود را در تاریخ کوهنوردی ثبت کرده‌اند. [الف][۲۱]
- ساختمان‌نورد:بیلدریگ یا صعود آزاد از ساختمان‌ها نوعی ورزش بسیار خطرناک و تخصصی است که در آن افراد بدون هیچ تجهیزات ایمنی از ساختمان‌های بلند بالا می‌روند. افرادی مانند آلن رابرت (مرد عنکبوتی فرانسوی) و دن گودوین (آسمان‌خراش‌نورد) با صعود از ده‌ها ساختمان بلند در سراسر جهان به شهرت رسیده‌اند. این ورزش به دلیل خطرات بسیار زیاد آن، بسیار بحث‌برانگیز است.[۲۲]
- دیپ واتر سولو: نوعی تکنوردی است که در آن سنگ‌نوردان بدون طناب و تجهیزات ایمنی بر روی صخره‌های شیب‌دار بالای آب صعود می‌کنند. در صورت سقوط، سنگ‌نورد در آب فرود می‌آید. ارتفاع این نوع صعودها می‌تواند به ۲۰ تا ۴۰ متر برسد و در نتیجه خطر آسیب‌دیدگی جدی وجود دارد. کریس شارما یکی از شناخته‌شده‌ترین سنگ‌نوردان دِیپ واتر سولو است.[۲۳]
- تکنوردی با پرش آزاد: یک گونه فرعی از تکنوردی آزاد است که در مسیرهای طولانی دیوارهای بزرگ چند زمینی با چتر نجات بیس جامپینگ به عنوان تنها وسیله محافظت انجام می‌شود. یک کوهنورد در حال سقوط چتر نجات خود را باز می‌کند تا از سقوط آنها جلوگیری کند.[۶] این توسط دین پاتر پیشگام بود.[۲۴][۲۵]
- بولدرینگ هایبال: نوعی بولدرینگ بسیار خطرناک است که در آن سنگ‌نوردان بر روی سنگ‌هایی با ارتفاع ۷ تا ۱۰ متر صعود می‌کنند. به دلیل ارتفاع زیاد، حتی با وجود استفاده از تشک‌های بولدرینگ، احتمال آسیب‌دیدگی جدی در صورت سقوط بسیار زیاد است. مرز بین هایبال بولدرینگ و تکنوردی آزاد بسیار مبهم است. برخی از سنگ‌نوردان ترجیح می‌دهند برای کاهش ریسک از تشک استفاده کنند، اما برخی دیگر برای تجربه چالش بیشتر، بدون هیچ محافظتی صعود می‌کنند. این تصمیم به عوامل گوناگونی مانند تحمل ریسک فردی، سختی مسیر و شرایط محیطی بستگی دارد.[۲۶]

## در فیلم
شماری از فیلم‌های قابل توجه با تمرکز بر تکنوردی آزاد (روی سنگ و یخ) ساخته شده است که عبارتند از:
- رقابت تا قله روایتی است از رقابت شدید بین دو کوهنورد سوئیسی، اولی اشتک و دانی آرنولد. این فیلم بر روی روحیه رقابتی این دو و اشتیاق مشترک آن‌ها برای ثبت رکوردهای سرعت تکنوردی آزاد از قله‌های آلپ تمرکز دارد.
- کوه‌نورد در سال ۲۰۲۱ به زندگی و فعالیت‌های کوهنوردی مارک-آندره لکلرک، کوهنورد فقید کانادایی می‌پردازد. این فیلم تکنوردی‌های آزاد و آلپی لکلرک را به تصویر می‌کشد که نشان‌دهنده مهارت، شجاعت و تعهد بی‌نظیر او به علاقه‌اش است.
- خطوط پادشاه یک روایت هیجان‌انگیز از تلاش کریس شارما، یکی از برجسته‌ترین سنگ‌نوردان حرفه‌ای جهان، برای فتح سخت‌ترین مسیرهای سنگ‌نوردی است. این فیلم به‌طور ویژه بر تکنوردی آزاد و خطرناک شارما از اس پونتاس، یک طاق طبیعی ۷۰ فوتی که از دریای مدیترانه در سواحل مایورکا بالا می‌آید، تمرکز دارد. این مسیر با درجه سختی 9a+ (5.15a)، یکی از سخت‌ترین مسیرهای دی‌دابلیواس (Deep Water Soloing یا سنگ‌نوردی در آب‌های عمیق) است که تاکنون فتح شده است.
- شن سخت یک فیلم کوهنوردی بریتانیایی محصول سال ۱۹۹۸ به کارگردانی ریچارد هیپ و تهیه‌کنندگی اسلک‌جو فیلم است که در آن صخره‌نوردی سنتی، تکنوردی آزاد و بولدرینگ در مسیرهای سنگی منطقه پیک در شمال انگلستان به نمایش گذاشته شده است. این فیلم یکی از مهم‌ترین آثار در ژانر خود محسوب می‌شود و به عنوان یک فیلم تاریخی و نمادین شناخته می‌شود. فیلم با سقوط دراماتیک کوهنورد فرانسوی، ژان-مین ترینه-تیو، روی مسیر گایا در بلک راکس آغاز می‌شود. شن سخت برنده ده جایزه بین‌المللی جشنواره فیلم شده است.

## یادداشت ها
1. ↑  The film includes a public dispute between the pair when Arnold used the in-situ fixed ropes on the Hinterstoisser traverse on the Eiger during his record ascent, which Steck felt violated Arnold's ascent as being a proper free solo